# Straßenbahn Royan
| Dampfstraßenbahn |                                               |                                 |                                 |
| Streckenverlauf |                                               |                                 |                                 |
| Streckenlänge: | 42 km                                         |                                 |                                 |
| Spurweite: | 600 mm (Schmalspur)                           |                                 |                                 |
| Maximale Neigung: | z. B. Rampe Lessore und bei Vaux-Nauzan: 40 ‰ |                                 |                                 |
| Streckengeschwindigkeit: | Innerorts: 10 km/h Außerorts: 20 km/h         |                                 |                                 |
| |                                               |                                 |                                 |
| \| \| \| Ronce-les-Bains \| \| \| \| \| nach La Tremblade, um 1940 \| \| \| \| \| Le Galon d'Or \| \| \| \| \| von La Pointe Espagnole \| \| \| \| \| La Pointe Espagnole \| \| \| \| \| Waldbahn-Gleisdreieck \| \| \| \| \| La Bouverie \| \| \| \| \| La Coubre \| \| \| \| \| La Palmyre \| \| \| \| \| La Combe \| \| \| \| \| zum Steinbruch La Combe à Massé \| \| \| \| 13,2 \| La Grande-Côte/Waldbahn \| La Grande-Côte/Waldbahn \| \| \| \| Weichen zur Waldbahn \| \| \| \| \| Puits de l'Auture \| \| \| \| \| Concié \| \| \| \| \| Puyraveau \| \| \| \| 10,4 \| Saint-Palais \| Saint-Palais \| \| \| \| St-Palais-Plage \| \| \| \| \| Tré la Chasse \| \| \| \| 9,5 \| Vaux-Nauzan \| Vaux-Nauzan \| \| \| \| Les Fées \| \| \| \| \| Les Ajoncs \| \| \| \| 7,5 \| Malakoff \| Malakoff \| \| \| 6,7 \| Pontaillac \| Pontaillac \| \| \| 6,3 \| La Falaise \| La Falaise \| \| \| \| Le Pigeonnier \| \| \| \| 5,5 \| Le Chay \| Le Chay \| \| \| \| Le Fort \| \| \| \| \| Les Tennis \| \| \| \| \| Foncillon \| \| \| \| 4,2 \| Le Port \| Le Port \| \| \| \| La Rampe Lessore \| \| \| \| 4,0 \| Boulevard Lessore \| Boulevard Lessore \| \| \| 3,8 \| Boulevard Botton \| Boulevard Botton \| \| \| \| Croix-Blanche \| \| \| \| \| zum Dépôt \| \| \| \| \| Gare de Royan nach Saintes \| \| \| \| 3,3 \| Casino Municipal[Anm. 1] \| Casino Municipal[Anm. 1] \| \| \| 3,1 \| Rue de l'Etat \| Rue de l'Etat \| \| \| 2,8 \| Le Grand Hôtel \| Le Grand Hôtel \| \| \| 0,0 \| Le Paradou \| Le Paradou \| \| \| \| \| \| \| \| 2,1 \| Parc Oasis \| Parc Oasis \| \| \| +0,6 \| Parc Façade \| Parc Façade \| \| \| \| Riv de Belmont \| \| \| \| \| Valliéres \| \| \| \| 1,3 \| Parc de Sports \| Parc de Sports \| \| \| \| Plume la Poule \| \| \| \| 0,6 \| Le Coca \| Le Coca \| \| \| +2,1 \| Saint-Georges (Port) \| Saint-Georges (Port) \| \| \| 0,0 \| Saint-Georges (Ville)[2] \| Saint-Georges (Ville)[2] \| \| \| \| \| \| \| \| \| Legende \| \| \| \| \| Zweigleisige Station mit Wasser \| \| \| \| \| Zweigleisige Haltestelle \| \| \| \| \| Eingleisige Bedarfshaltestelle \| \| |                                               |                                 |                                 |
| Kopfbahnhof Streckenanfang (Strecke außer Betrieb) |                                               | Ronce-les-Bains                 | Ronce-les-Bains                 |
| Abzweig geradeaus, nach links und von links (Strecke außer Betrieb) |                                               | nach La Tremblade, um 1940      | nach La Tremblade, um 1940      |
| Bahnhof (Strecke außer Betrieb) |                                               | Le Galon d'Or                   | Le Galon d'Or                   |
| Betriebsstelle Streckenanfang und quer (Strecke außer Betrieb) · Abzweig geradeaus und von rechts (Strecke außer Betrieb) |                                               | von La Pointe Espagnole         | von La Pointe Espagnole         |
| Haltepunkt / Haltestelle (Strecke außer Betrieb) |                                               | La Pointe Espagnole             | La Pointe Espagnole             |
| Abzweig geradeaus, nach links und von links (Strecke außer Betrieb) · Betriebsstelle Streckenende und quer (Strecke außer Betrieb) |                                               | Waldbahn-Gleisdreieck           | Waldbahn-Gleisdreieck           |
| Haltepunkt / Haltestelle (Strecke außer Betrieb) |                                               | La Bouverie                     | La Bouverie                     |
| Bahnhof (Strecke außer Betrieb) |                                               | La Coubre                       | La Coubre                       |
| Bahnhof (Strecke außer Betrieb) |                                               | La Palmyre                      | La Palmyre                      |
| Haltepunkt / Haltestelle (Strecke außer Betrieb) |                                               | La Combe                        | La Combe                        |
| Abzweig geradeaus und nach links (Strecke außer Betrieb) · Betriebsstelle Streckenende und quer (Strecke außer Betrieb) |                                               | zum Steinbruch La Combe à Massé | zum Steinbruch La Combe à Massé |
| Kopfbahnhof Streckenanfang (Strecke außer Betrieb) · Bahnhof (Strecke außer Betrieb) | 13,2                                          | La Grande-Côte/Waldbahn         | La Grande-Côte/Waldbahn         |
| Abzweig geradeaus, nach links und von links (Strecke außer Betrieb) · Strecke nach rechts (außer Betrieb) |                                               | Weichen zur Waldbahn            | Weichen zur Waldbahn            |
| Blockstelle (Strecke außer Betrieb) |                                               | Puits de l'Auture               | Puits de l'Auture               |
| Blockstelle (Strecke außer Betrieb) |                                               | Concié                          | Concié                          |
| Blockstelle (Strecke außer Betrieb) |                                               | Puyraveau                       | Puyraveau                       |
| Bahnhof (Strecke außer Betrieb) | 10,4                                          | Saint-Palais                    | Saint-Palais                    |
| Blockstelle (Strecke außer Betrieb) |                                               | St-Palais-Plage                 | St-Palais-Plage                 |
| Blockstelle (Strecke außer Betrieb) |                                               | Tré la Chasse                   | Tré la Chasse                   |
| Haltepunkt / Haltestelle (Strecke außer Betrieb) | 9,5                                           | Vaux-Nauzan                     | Vaux-Nauzan                     |
| Blockstelle (Strecke außer Betrieb) |                                               | Les Fées                        | Les Fées                        |
| Blockstelle (Strecke außer Betrieb) |                                               | Les Ajoncs                      | Les Ajoncs                      |
| Bahnhof (Strecke außer Betrieb) | 7,5                                           | Malakoff                        | Malakoff                        |
| Bahnhof (Strecke außer Betrieb) | 6,7                                           | Pontaillac                      | Pontaillac                      |
| Bahnhof (Strecke außer Betrieb) | 6,3                                           | La Falaise                      | La Falaise                      |
| Blockstelle (Strecke außer Betrieb) |                                               | Le Pigeonnier                   | Le Pigeonnier                   |
| Haltepunkt / Haltestelle (Strecke außer Betrieb) | 5,5                                           | Le Chay                         | Le Chay                         |
| Blockstelle (Strecke außer Betrieb) |                                               | Le Fort                         | Le Fort                         |
| Blockstelle (Strecke außer Betrieb) |                                               | Les Tennis                      | Les Tennis                      |
| Blockstelle (Strecke außer Betrieb) |                                               | Foncillon                       | Foncillon                       |
| Bahnhof (Strecke außer Betrieb) | 4,2                                           | Le Port                         | Le Port                         |
| Strecke (außer Betrieb) |                                               | La Rampe Lessore                | La Rampe Lessore                |
| Haltepunkt / Haltestelle (Strecke außer Betrieb) | 4,0                                           | Boulevard Lessore               | Boulevard Lessore               |
| Bahnhof (Strecke außer Betrieb) | 3,8                                           | Boulevard Botton                | Boulevard Botton                |
| Blockstelle (Strecke außer Betrieb) |                                               | Croix-Blanche                   | Croix-Blanche                   |
| Abzweig geradeaus, nach links und von links (Strecke außer Betrieb) · Betriebsstelle Streckenende und quer (Strecke außer Betrieb) |                                               | zum Dépôt                       | zum Dépôt                       |
| Abzweig geradeaus und nach links (Strecke außer Betrieb) · Kopfbahnhof Streckenende und quer (Strecke außer Betrieb) · Kopfbahnhof Streckenanfang und quer |                                               | Gare de Royan nach Saintes      | Gare de Royan nach Saintes      |
| Haltepunkt / Haltestelle (Strecke außer Betrieb) | 3,3                                           | Casino Municipal                | Casino Municipal                |
| Haltepunkt / Haltestelle (Strecke außer Betrieb) | 3,1                                           | Rue de l'Etat                   | Rue de l'Etat                   |
| Haltepunkt / Haltestelle (Strecke außer Betrieb) | 2,8                                           | Le Grand Hôtel                  | Le Grand Hôtel                  |
| Haltepunkt / Haltestelle (Strecke außer Betrieb) | 0,0                                           | Le Paradou                      | Le Paradou                      |
| Abzweig geradeaus und nach links (Strecke außer Betrieb) · Strecke von rechts (außer Betrieb) |                                               |                                 |                                 |
| Strecke (außer Betrieb) · Haltepunkt / Haltestelle (Strecke außer Betrieb) | 2,1                                           | Parc Oasis                      | Parc Oasis                      |
| Haltepunkt / Haltestelle (Strecke außer Betrieb) · Strecke (außer Betrieb) | +0,6                                          | Parc Façade                     | Parc Façade                     |
| Brücke über Wasserlauf (Strecke außer Betrieb) · Brücke über Wasserlauf (Strecke außer Betrieb) |                                               | Riv de Belmont                  | Riv de Belmont                  |
| Haltepunkt / Haltestelle (Strecke außer Betrieb) · Strecke (außer Betrieb) |                                               | Valliéres                       | Valliéres                       |
| Strecke (außer Betrieb) · Haltepunkt / Haltestelle (Strecke außer Betrieb) | 1,3                                           | Parc de Sports                  | Parc de Sports                  |
| Blockstelle (Strecke außer Betrieb) · Strecke (außer Betrieb) |                                               | Plume la Poule                  | Plume la Poule                  |
| Strecke (außer Betrieb) · Haltepunkt / Haltestelle (Strecke außer Betrieb) | 0,6                                           | Le Coca                         | Le Coca                         |
| Kopfbahnhof Streckenende (Strecke außer Betrieb) · Strecke (außer Betrieb) | +2,1                                          | Saint-Georges (Port)            | Saint-Georges (Port)            |
| Kopfbahnhof Streckenende (Strecke außer Betrieb) | 0,0                                           | Saint-Georges (Ville)           | Saint-Georges (Ville)           |
| |                                               |                                 |                                 |
| |                                               | Legende                         |                                 |
| Bahnhof quer (Strecke außer Betrieb) |                                               | Zweigleisige Station mit Wasser | Zweigleisige Station mit Wasser |
| Haltepunkt / Haltestelle quer (Strecke außer Betrieb) |                                               | Zweigleisige Haltestelle        | Zweigleisige Haltestelle        |
| Blockstelle quer (Strecke außer Betrieb) |                                               | Eingleisige Bedarfshaltestelle  | Eingleisige Bedarfshaltestelle  |

Die Straßenbahn Royan war eine Schmalspurbahn, die in der Hafenstadt Royan im Westen Frankreichs zunächst dem innerstädtischen Personenverkehr diente und später in einige Vororte erweitert wurde.

## Geschichte

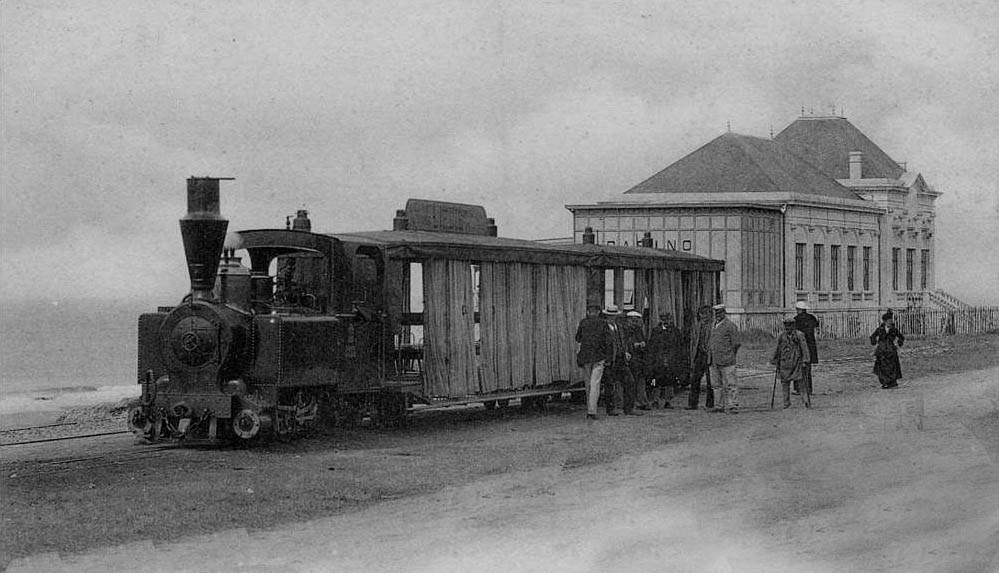
Dampfstraßenbahn Royan an der Grande-Côte, 1904

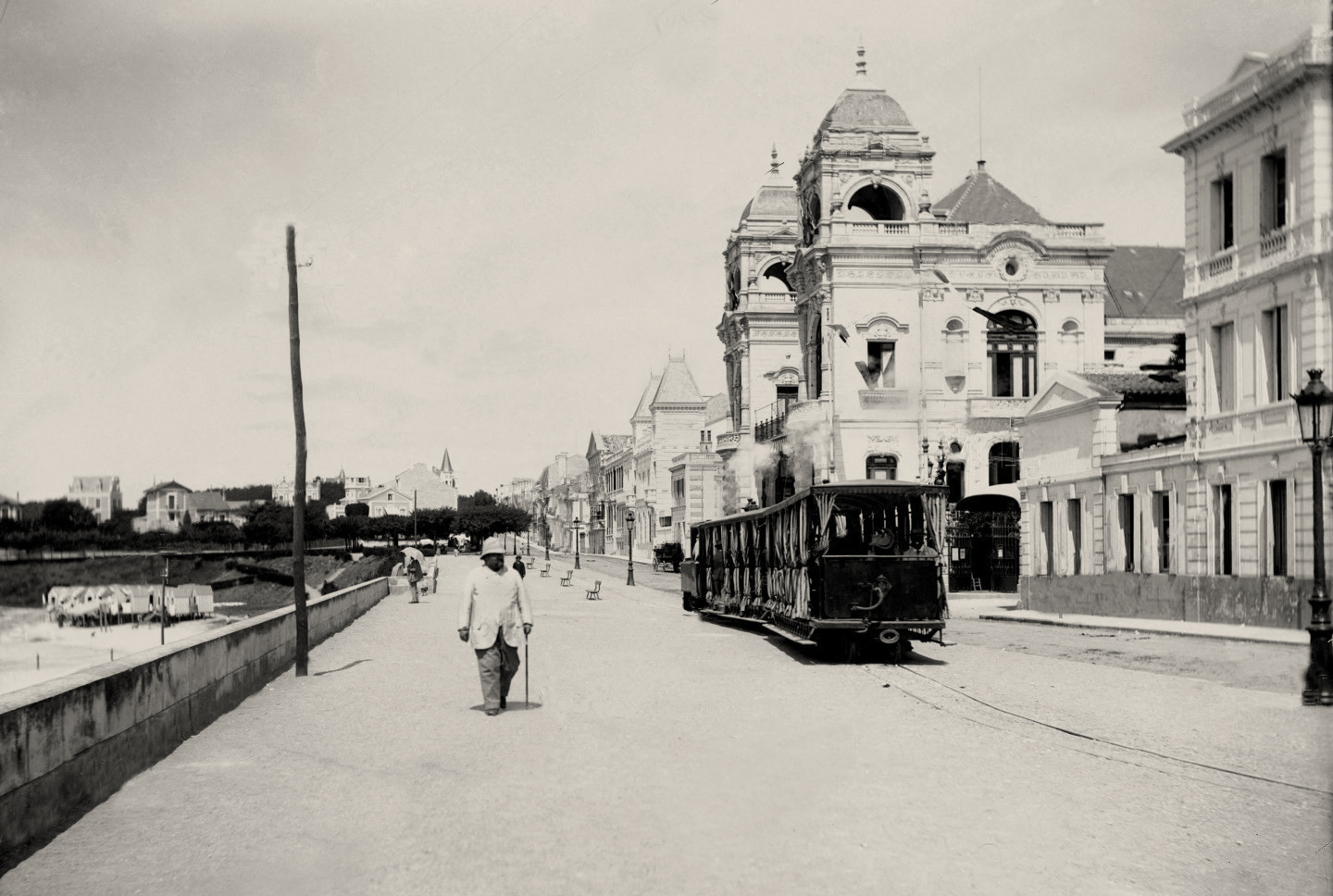
Die Dampfstraßenbahn am Casino de Foncillon

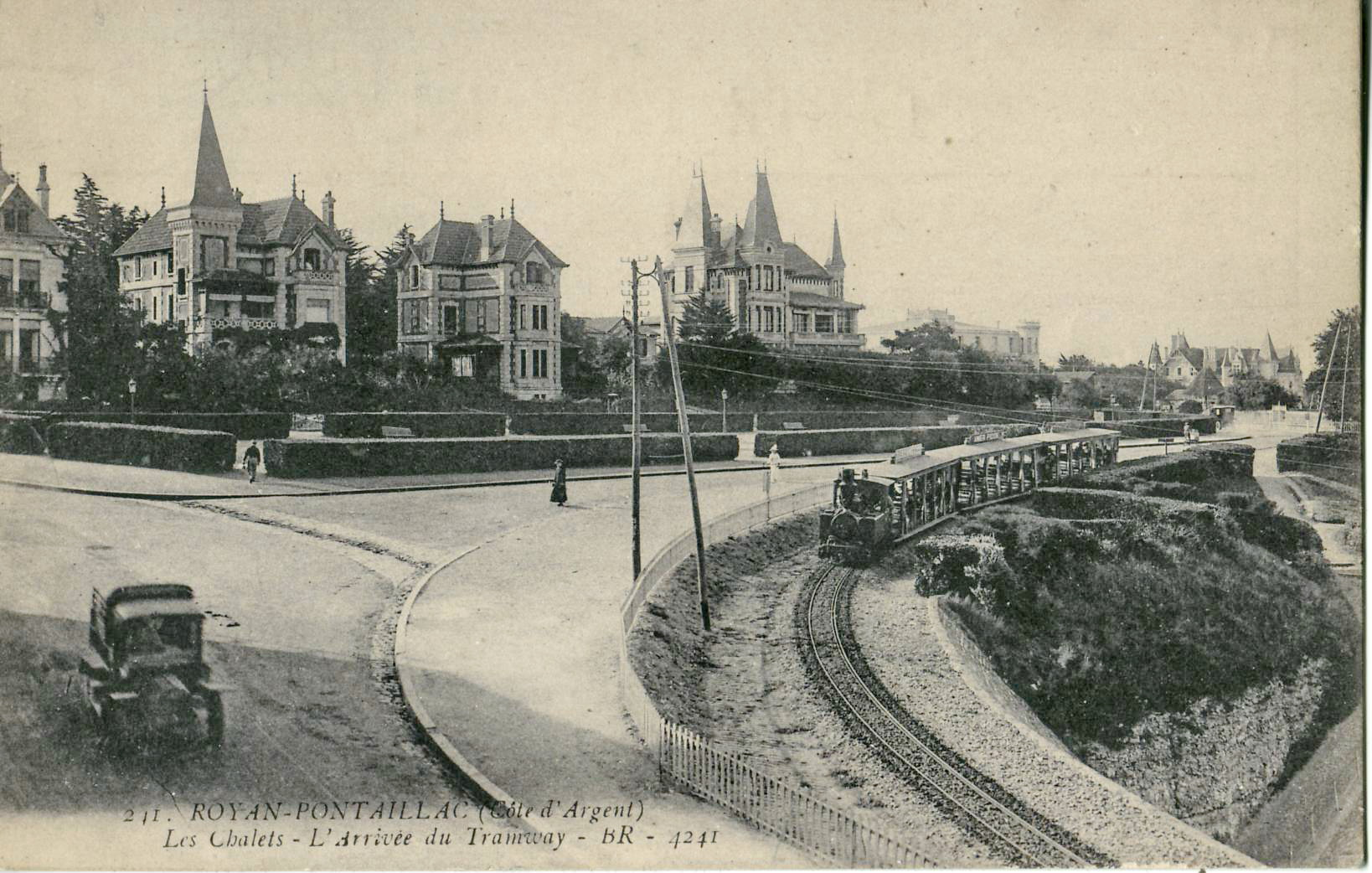
Zug der Dampfstraßenbahn Royan im Badeort Pontaillac

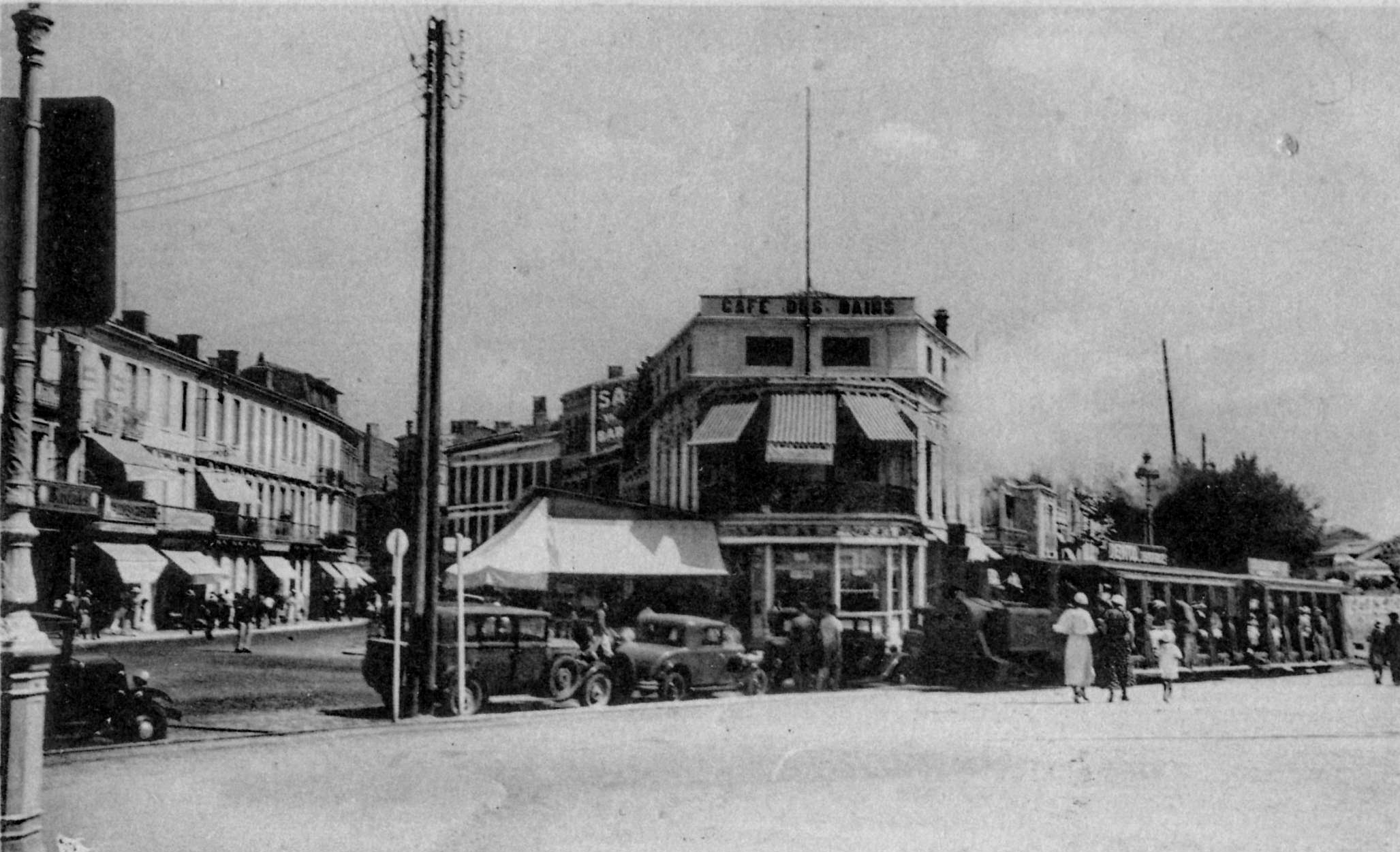
Dampfstraßenbahnzug am Café des Bains in Royan, 1930er Jahre

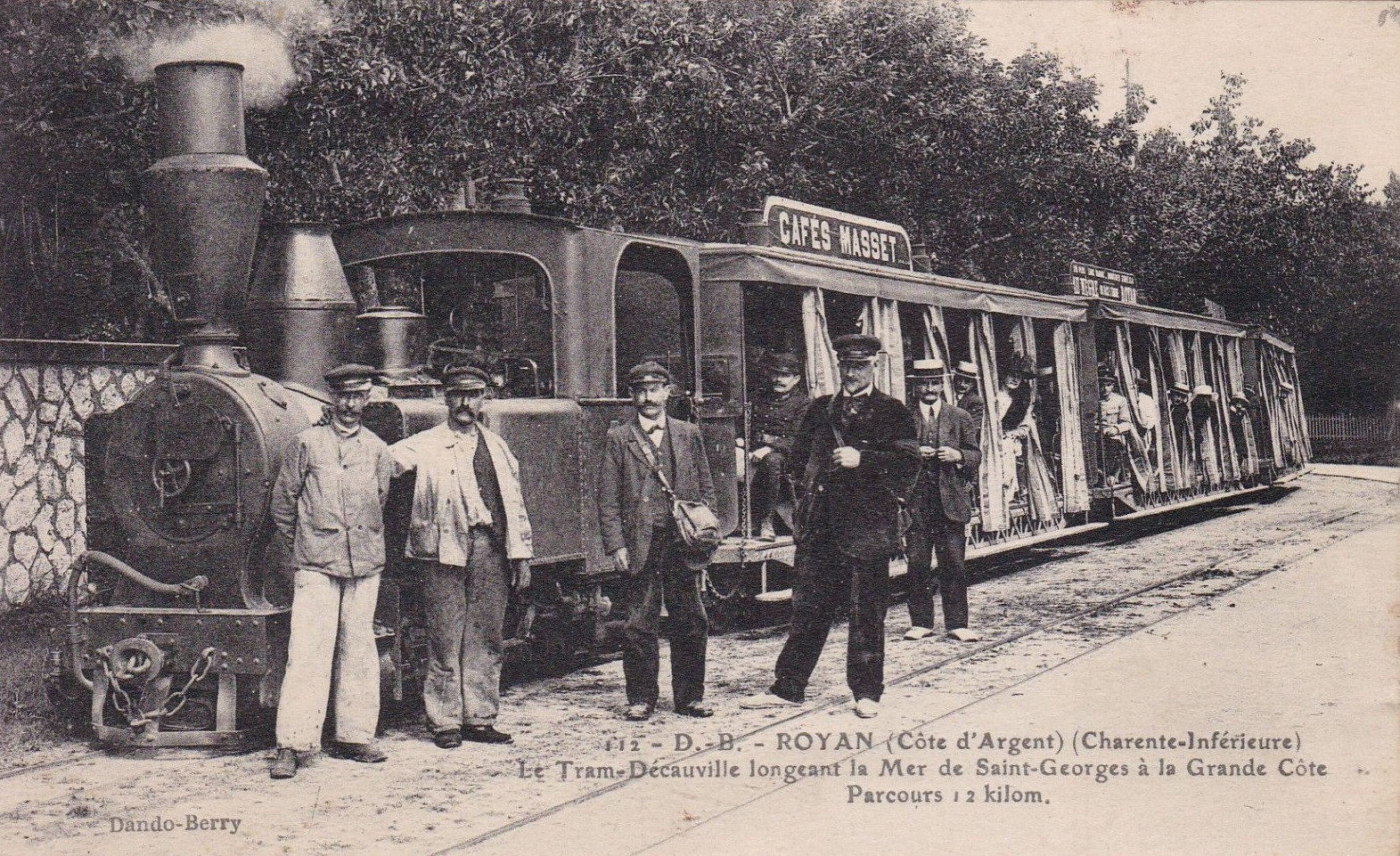
Lokführer, Heizer, Schaffner und Zugführer in Le Chay

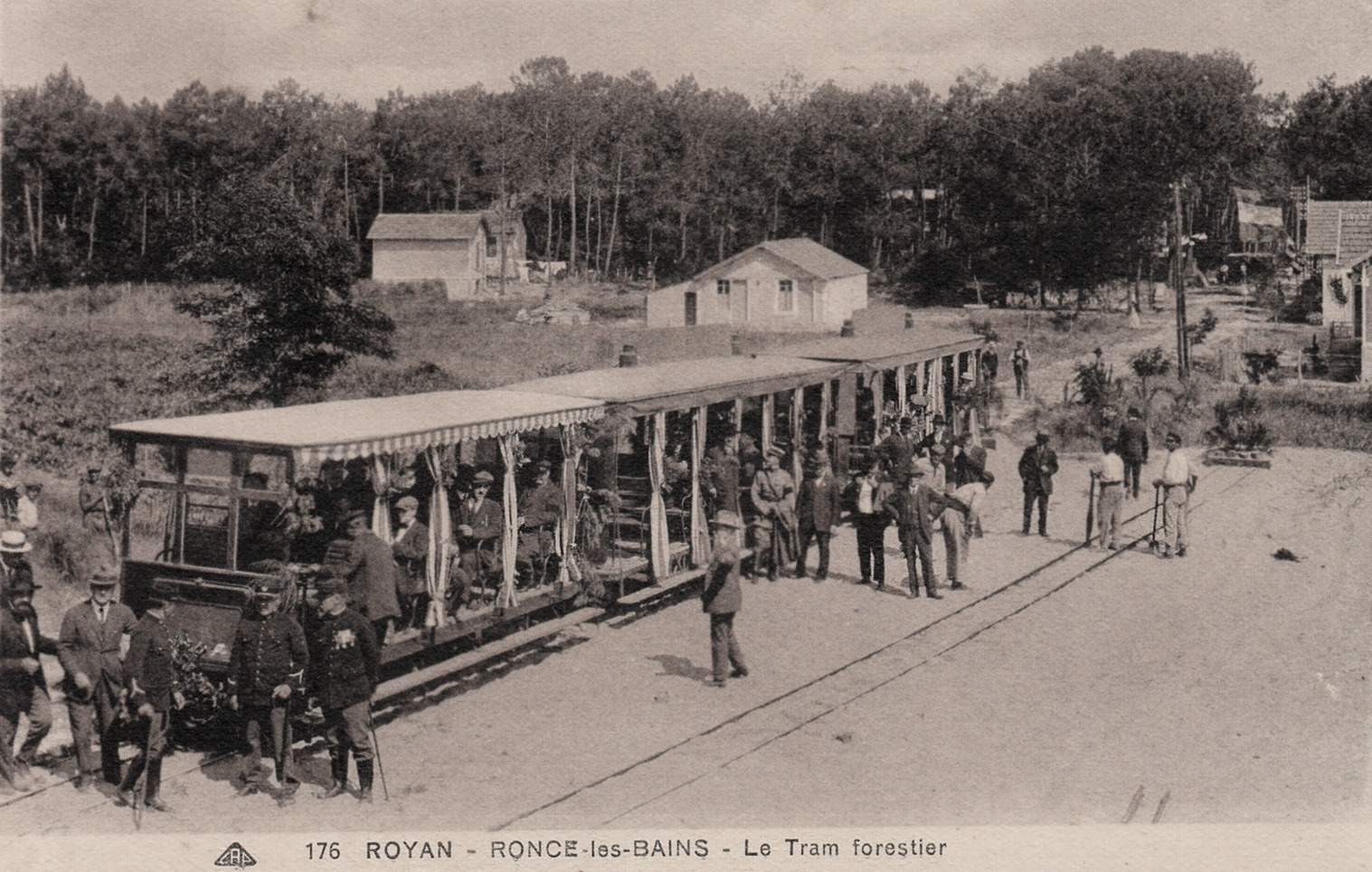
Einweihung eines Campagne-Benzintriebwagens (Automotrice) durch Gaston Nougarède, Direktor der SGTR links vor dem Triebwagen mit schwarzer Mütze. Blick auf den Eröffnungszug, der in Ronce-les-Bains zur Rückfahrt der Gäste abfährt, 1924.

In Royan hatte die Société Générale de Tramway de Royan (SGTR), eine Tochter der Société Centrale des Chemins de fer et des Tramways, im Auftrag der Stadt eine Dampfstraßenbahn auf 600-mm-Spur durch die Société Decauville erbauen und bis 1894 auch betreiben lassen. Auf den ersten Teilstrecken im Stadtgebiet verkehrten die Züge ab 1890; der Abzweig zum Bahnhof wurde aber nur bis 1893 befahren. Zum Beginn der Badesaison 1891 erstreckte sich die Bahn nach Nordwesten bis in den Vorort Pontaillac und nach Südosten bis Saint-Georges-de-Didonne. In der Hauptsaison verkehrten die Züge, die vornehmlich von den zahlreichen Touristen benutzt wurden, im Halbstundentakt.
Zunächst kamen 1889 gebaute Mallet-Tenderlokomotiven mit der Achsfolge B’B (französisch 020-020T, englisch 0-4-4-0) und einem Leergewicht von 9,5 t zum Einsatz, die in jenem Jahr bei der Decauville-Bahn der Pariser Weltausstellung gelaufen waren. Sie trugen die Namen Kairouan, Australie und Madagascar und wurden 1892 an die Chemins de fer du Calvados weitergegeben.
Für die sechs Kilometer lange Fortsetzung bis zur Küstengegend La Grande-Côte in der Gemeinde Saint-Palais-sur-Mer, die 1897 eröffnet wurde, erhielt die Compagnie du Tramway de La Grande-Côte à Royan eine Konzession. Von Anfang an führte hier die SGTR den Betrieb und wurde ab 1903 auch Eigentümerin. Im Jahr 1905 hatte das Netz mit der Strecke La Grande-Côte–Saint Palais–Royan–Didonne, die überwiegend an der Küste entlangführte, mit dem neuen Abzweig von Royan-Paradou zum Hafen von Saint-Georges-de-Didonne eine Länge von 15 Kilometern erreicht.
An der Station La Grande-Côte begann die 27 Kilometer lange Waldbahnstrecke des Unternehmens Tramway de Grande-Côte à Ronce-les-Bains (GCR) entlang der so genannten Côte Sauvage (Wilde Küste). Sie war 1892 von der Forstverwaltung als Pferdebahn in Meterspur eröffnet und 1913 auf 600 mm umgespurt worden. 1925 übernahm die SGTR den Betrieb, so dass ihr Netz nun insgesamt 42 Kilometer Länge umfasste.
1933 trat das Département Charente-Maritime an die Stelle der Stadt Royan. Anstatt mit Waldbahnzügen wurde die Strecke ab La Grande-Côte ab 1939 mit Omnibussen bedient. Der Gesamtbetrieb, der im Zweiten Weltkrieg schwere Schäden erlitt, wurde schließlich 1945 für den Personenverkehr und 1947/48 für den Güterverkehr eingestellt.

## Lokomotiven
Normalerweise bestanden die Züge der Dampfstraßenbahn von Royan aus einer B1’ n2t Lokomotive (Nassdampflokomotive mit zwei gekuppelten Achsen und einer Nachlaufachse) und drei offenen Wagen. Die stärkeren C1’ n2t Lokomotiven konnten auch vier Wagen ziehen. Züge mit vier Wagen waren eine Seltenheit, denn es gab nur zwei oder für eine kurze Zeit um 1900 drei dieser Lokomotiven. Nach den zahlreichen Berichten von Kennern der Straßenbahn von Royan war von den beiden stärkeren Lokomotiven eine an Spitzentagen als Reserve und mögliche Verstärkung in Pontaillac stationiert.
Die ersten Meterspur-Triebwagen (Automotrice) wurden um 1903 beschafft. Auf den 600-mm-Waldbahnstrecken wurden ab 1924 sechs benzinbetriebene Campagne-Triebwagen aus den 1910er Jahren eingesetzt, die beide 1914, nach Ausbruch des Ersten Weltkriegs auf den Schmalspurbahnen der Groupe Laborie fuhren und schließlich um 1933 als leichte Triebwagen auf den Strecken der Compagnie du Chemin de Fer von Cormeilles nach Glos-sur-Risle und Montfort-sur-Risle im Département Eure verwendet wurden.

## Betrieb
Entlang der Strecke gab es mehrere Wasserversorgungsstellen, an denen die seitlich an den Dampflokomotiven angebrachten Wasserkästen befüllt werden konnten: Es gab jeweils einen Wasserturm mit Wasserkran an den Bahnhöfen Bureau de Saint-Palais und am Casino auf dem Place des Acacias, während in Pontaillac und Grande Côte nur ein einfacher Schlauch dafür verwendet wurde.
In der ersten Saison verkehrten fünfzig Züge pro Tag, die alle 15 Minuten abfuhren. Bis zum 1. Oktober 1890 wurden 160 000 Fahrgäste befördert und im darauf folgenden Jahr verdoppelte sich das Verkehrsaufkommen sogar auf 357.000 Fahrgäste.

## Vorschlag zur Wiederinbetriebnahme
Der Verein Les Sept Sentinelles (Die sieben Wächter) machte sich 2020 ernsthaft Gedanken, die Waldbahnstrecke neu zu verlegen und wieder in Betrieb zu nehmen. Er schlug vor, entlang der Trasse der Vélodyssée eine 12 bis 13 Kilometer lange Strecke mit drei Bahnhöfen und sechs Bedarfshaltestellen zu errichten: Pointe-Espagnole – Les Clônes – Négrevaux – Passe Blanche – La Bouverie – Phare de Coubre – Bonne Anse – La Palmyre.

## Stationen der Waldbahn und Dampfstraßenbahn
Von Norden nach Süden gab es folgende Stationen mit Wasserversorgung, zweigleisige Haltestellen und eingleisige Bedarfshaltestellen (sowie in Klammern aufgelistet weitere Orientierungspunkte):
| Bild                                                | Station                           | Beschreibung | Mehr Fotos             |
| Stationen der Waldbahn                              | Stationen der Waldbahn            | Stationen der Waldbahn | Stationen der Waldbahn |
| --------------------------------------------------- | --------------------------------- | --- | ---------------------- |
|                                                     | Ronce-les-Bains                   | Ronce-les-Bains war die nördliche Endstation der Waldbahn. Von dort war es möglich, mit einem Boot auf die Île d’Oléron überzusetzen. | Mehr Fotos             |
|                                                     | Nach La Tremblade                 | Die Tramway forestier (normalerweise mit großem 'T' und kleinem 'f' geschrieben) wurde spätestens 1913 bis an die Straße von Ronce-les-Bains nach Tremblade verlängert. Ab 1923 führte sie bis an den südlichen Ortsrand von Ronce-les-Bains. Während des Zweiten Weltkriegs verlängerte die Organisation Todt die Strecke durch eine militärische Feldbahn auf der Straße nach La Tremblade. |                        |
|                                                     | Le Galon d'Or                     | Die Waldbahnstation Galon d'Or lag am Strand an einem langen, hölzernen Steg, von dem aus Boote mit Holz beladen werden konnten, das im Wald von La Coubre gefällt und mit der Waldbahn zum Steg transportiert wurde. | Mehr Fotos             |
|                                                     | La Pointe Espagnole               | 1200 Meter nördlich des Forsthauses Maison Forestière des Clones mündete von Osten eine Zweigstrecke ein, die das nicht weit vom Strand gelegene Waldgebiet la Pointe Espagnole bediente. | Mehr Fotos             |
|                                                     | La Bouverie                       | Für den Bau der Waldbahn und die Aufforstung von La Coubre wurden 48 Ochsen eingesetzt, die in der Bouverie (Ochsenstall) untergebracht waren, deren Name heute noch im Maison Forestière de la Bouverie und der Tranchée de la Bouverie erhalten sind. Die Gebäude der Bouverie waren Eigentum der Wasser- und Forstverwaltung, die sich bereits um 1878 die ersten tragbaren Decauville-Gleisjoche beschafft hatte, um auf einer bis zu 1,1 km langen, temporär verlegten Strecke Faschinen zur Fixation der Dünen durch den Sand zu transportieren.                                                              | Mehr Fotos             |
|                                                     | La Coubre                         | Im Jahr 1867 begann die Wiederaufforstung von La Coubre. Der Sand sollte erst durch Strandhafer fixiert werden und anschließend sollten Kiefern gepflanzt werden, wo die Sandschicht sehr dick war, und Espen, Erlen oder Pappeln in den alten, gerade erst versandeten Sümpfen. Anfangs wurde die Arbeit auf private oder kommunale Initiative hin durchgeführt und lediglich vom Staat gefördert. Da die Wiederaufforstung jedoch nicht schnell voranschritt, übernahm 1862 die Wasser- und Forstverwaltung das Projekt und verlegte eine meterspurige Waldbahn, um die Arbeiten durchzuführen.                   | Mehr Fotos             |
|                                                     | (Le Clapet)                       | Anfang des 19. Jahrhunderts wurde der Sumpf von Bréjat (marais de Bréjat) in Weideland umgewandelt. Dazu wurde ein Entwässerungskanal ausgehoben, der mit einer Schleusenklappe (Le Clapet) versehen war, um zu verhindern, dass bei Flut Salzwasser eindrang, und der Strand erhielt den Namen „Plage du Clapet“. Ab 1824 wurden die Dünen mit Strandkiefern bepflanzt. Der Sumpf von Bréjat wurde schließlich vom Meer überschwemmt und an der Pointe de la Coubre bildete sich eine Sandbank, die die Bucht von Bonne Anse schuf, die sich durch die Strömungen schloss, verschlammte und versandete.            | Mehr Fotos             |
|                                                     | (Phare de Bonne Anse)             | Die Waldrestaurants am Leuchtturm von La Coubre, der auch Phare de Bonne Anse genannt wurde, sowie am südlich davon gelegenen Strand von Mathes waren in der Nachkriegszeit beliebte Ausflugsziele, die sich zu moderaten Preisen mit der Waldbahn erreichen ließen. | Mehr Fotos             |
|                                                     | La Palmyre                        | Das Forsthaus Maison Forestière La Palmyre lag im Gebiet des heutigen Badeorts La Palmyre bei Les Mathes, nicht weit vom Haupteingang des heutigen Zoo de la Palmyre. | Mehr Fotos             |
|                                                     | La Combe                          | Die Meterspur-Waldbahn begann seit 1868 ursprünglich am Steinbruch La Combe à Massé. Nachdem die Waldbahn anfangs vor allem von Arbeitern und Angestellten für waldbauliche Arbeiten genutzt worden war, wurde sie nach Beendigung der Aufforstung auch von Sommergästen genutzt. In der Zeitung Le Gaulois vom 21. Juli 1884 und 11. August 1884 erschien eine Anzeige für „Besuche mit der Waldbahn nach La Palmyre, La Coubre, dem Pavillon Bonne-Anse, der Pointe Espagnole, dem Galon d'Or, dem Wald und den Dolmen von Combots, dem Wald von Arvert usw.“                                                     |                        |
|                                                     | Terminus de Tram Forestier        | Südliche Endstation der Waldbahn. Hier konnten die Fahrgäste in die Dampfstraßenbahn umsteigen. Es gab keine direkten Züge (ohne Umsteigen in La Grande Côte) von La Coubre oder Ronce-les-Bains nach Royan. Die Strecken waren zwar über eine normalerweise mit einem Vorhängeschloss verschlossene Weiche verbunden, aber Gleise waren mehrere Dutzend Meter voneinander entfernt. Die Benzintriebwagen waren auf den bergigen Strecken der Dampfstraßenbahn zu schwach und die Dampflokomotiven konnten in den Waldgebieten wegen der Waldbrandgefahr nicht eingesetzt werden.                                   | Mehr Fotos             |
| Stationen der Dampfstraßenbahn                      |                                   | |                        |
|                                                     | La Grande-Côte                    | Nördliche Endstation der Dampfstraßenbahn. Hier konnten die Fahrgäste in die Benzintriebwagen der Waldbahn umsteigen. | Mehr Fotos             |
|                                                     | Les Puits de l'Auture             | In der Nähe des Leuchtturms von Terre Nègre gab es eine Haltestelle Puits de l'Auture an einer landschaftliche Sehenswürdigkeit. Es handelte sich um eine auf einer natürlichen Brücke überquerbaren Auswaschung in den Klippen, in der sich die Wellen brachen. | Mehr Fotos             |
|                                                     | Concié                            | Eine eingleisige Haltestelle oberhalb der tief eingeschnittenen Bucht von Le Concié. |                        |
|                                                     | Puyraveau                         | Östlich von Terre Nègre stand die Villa Tutta-Mia direkt an der Dampfstraßenbahn. | Mehr Fotos             |
|                                                     | Saint-Palais                      | Die wichtigste Station Le Bureau mit Ausweichgleis, Wasserturm, Abstellgleis und Konditorei am Strand von Bureau (Plage du Bureau). Der Name stammt von zwei Ämtern die dort eingerichtet wurden, um den Schmuggel zu bekämpfen: 1729 wurde dort ein Landwirtschaftsamt (Bureau des Fermes) eingerichtet, das 1840 vom Zollamt (Bureau des Douanes) abgelöst wurde. | Mehr Fotos             |
|                                                     | St-Palais-Plage                   | Leo Trotzki bewohnte während seines Exils ab dem 25. Juli 1933 die Villa Les Embruns (die Gischt), ein einsames Haus inmitten eines großen Gartens über einer Klippe und in der Nähe des Strandes, deren Name, an denen das Meer aufgewühlt war, durchaus gerechtfertigt war. Als er zum ersten Mal dort ankam, hatte ein Flächenbrand, der durch den Funkenflug einer Dampflokomotive ausgelöst worden war, das nahegelegene Buschwerk in Brand gesetzt, was den Einzug verzögerte und die Ankommenden beunruhigte.                                                                                                |                        |
|                                                     | Tré la Chasse                     | |                        |
|                                                     | Vaux-Nauzan                       | Die 250 Meter lange Promenade Forestière de Trez-la-Chasse ist eine der wenigen Stellen, die so geblieben sind, wie sie zur Zeit der Straßenbahn waren. Zwischen Nauzan (auch Nausan oder Nauzant) bei Vaux-sur-Mer und Pontaillac wurde die Strecke auf einer eigenen Trasse verlegt. Die Steigung ist betrug auf einer Länge von etwa 250 Metern 40 ‰. | Mehr Fotos             |
|                                                     | Les Fées                          | Die Haltestelle wurde auch Deffé genannt |                        |
|                                                     | Les Ajoncs                        | |                        |
|                                                     | Malakoff                          | |                        |
|                                                     | Pontaillac                        | Pontaillac war von 1890 bis 1897 die nördliche Endstation der Dampfstraßenbahn. Die Station hatte drei Gleise, die durch eine Dreiwegweiche zugänglich waren. Auf einem Abstellgleis konnte ein Wagen mit Kokssäcken abgestellt werden. | Mehr Fotos             |
|                                                     | La Falaise                        | |                        |
|                                                     | Le Pigeonnier                     | |                        |
|                                                     | Le Chay                           | An der Station von Chay gab es eine zweigleisige Kreuzungs- und Ausweichstelle aber wohl keinen Unterstand für die Fahrgäste. Die Bahn führte durch eine weitläufige Villengegend. | Mehr Fotos             |
|                                                     | Le Fort                           | |                        |
|                                                     | Les Tennis                        | Die eingleisige Bedarfshaltestelle Les Tennis des lag in der Nähe der Tennisplätze des Royan-Garden-Tennis-Clubs. Das Royan-Turnier fand 1908 am Strand von Pontaillac bei Ebbe ganz in der Nähe der Dampfstraßenbahn statt, die hinten links im Bild zu sehen ist. |                        |
|                                                     | Foncillon                         | |                        |
|                                                     | Le Port                           | Über den 1898 errichteten Schiffsanleger hatten die Passagiere der Dampfschiffe von oder nach Bordeaux an der Station Port am Boulevard Thiers eine Umstiegsmöglichkeit zur Dampfstraßenbahn. | Mehr Fotos             |
|                                                     | (Le Café des Bains)               | Das Café des Bains lag am oberen Ende von La Rampe Lessore. Pablo Picasso hat es in einem farbenfrohen Bild festgehalten, allerdings ohne Dampfstraßenbahn. |                        |
|                                                     | (La Rampe Lessore)                | Am oberen Ende lag das Café des Bains, von wo aus die Rampe zum Boulevard Lessore hinunterführte. Viele Veröffentlichungen erwähnen eine maximale Steigung von 40 ‰. | Mehr Fotos             |
|                                                     | Croix-Blanche                     | Croix-Blanche (Weißes Kreuz) war eine Haltestelle an der Weiche einer Wendeschleife in der Innenstadt. Von der Wendeschleife gab es Abzweigungen zum Dépôt und zum Bahnhofsvorplatz der normalspurigen Staatsbahn. |                        |
|                                                     | Dépôt                             | Anfangs wurde die Adresse als „Depot de la Rue de l'Ecluse“, obwohl diese auf dem Plan von 1888 etwa 50 Meter entfernt ist (heute Rue Colonel Desplats), da es die Rue des Combes de Mons zum Zeitpunkt der Erstellung des Lastenhefts im Jahr 1894 noch nicht gab. |                        |
|                                                     | Boulevard Botton                  | Der Boulevard ist nach Augustin Botton (* 1818 in Marennes, † 30. April 1882 in Royan) benannt, der als Bauingenieur des Straßen- und Brückenbauamts, der nach dem Bau des Casinos 1847 als Erster einen Verschönerungsplan für die Küstenstadt vorschlug. Er kümmerte sich um die bauliche Verbesserung der Stadt und des Hafens von Royan, um den Bau des Leuchtturms von Pontaillac und um die Bepflanzung der trockenen Sanddünen in Pontaillac und Le Parc. Er stellte am 21. August 1847 seinen Stadtentwicklungsplan vor, der eine neue Stadt mit einem Garten beschrieb, der später zum Cours Botton wurde. |                        |
|                                                     | Gare de Royan                     | Am Bahnhof von Royan begann die Normalspurbahn nach Saintes. |                        |
|                                                     | Casino Municipal                  | An der Station vor dem Casino Municipal auf dem Place des Acacias gab es einen Wasserturm, an dem die Dampflokomotiven Wasser fassen konnten und ein und ein Abstellgleis für den einzigen gedeckten Güterwagen der SGTR, in dem Koks zum Beheizen der Lokomotiven vom Gaswerk zum Place des Acacias transportiert wurde. Die Lokomotiven benötigen etwa 10 kg Koks und 50 Liter Wasser pro Kilometer. | Mehr Fotos             |
|                                                     | Rue de l'Etat                     | |                        |
|                                                     | Le Grand Hôtel                    | Die zweigleisige Haltestelle Grand Hôtel lag gegenüber dem gleichnamigen Hotel am Boulevard Saint-Georges. Das ähnlich benannte Grand-Hotel de Paris lag auch an der Straßenbahn, hatte aber keine nach ihm benannte Haltestelle. | Mehr Fotos             |
| Stationen der südwestlichen Dampfstraßenbahnstrecke |                                   | |                        |
|                                                     | Le Paradou                        | Die Station Paradou war nach der Villa des Verlegers von Emile Zola benannt, deren Gartentor rechts im Foto zu sehen ist. Beim Bau der Neubaustrecke 1890 wurde die bisher in einem Bogen nach St. Georges de Didonne (Ville) führende Strecke bei Le Paradou geradlinig St. Georges de Didonne (Port) am Hafen verlängert. | Mehr Fotos             |
|                                                     | Parc Façade                       | Die Haltestelle Parc Façade hatte ein Wetterschutzhäuschen auf dem Boulevard de Saint-Georges (heute Boulevard Frédéric Garnier) |                        |
|                                                     | Vallières                         | In der Nähe der Ferienanlage Oceanic Parc, die 1941 von deutschen Streitkräften besetzt und anschließend gesprengt wurde. |                        |
|                                                     | Plume la Poule                    | Bei der Haltestelle Plume la Poule in den Weinbergen von La Crête de Vallières musste die Strecke einen Höhen unterschied von 18 m überwinden. |                        |
|                                                     | Saint-Georges (Port)              | Die Strecke nach Saint-George (Port) wurde erst 1906 als Abzweigung von der seit 1890/1891 betriebenen südöstlichen Dampfstraßenbahnstrecke in Betrieb genommen. | Mehr Fotos             |
| Stationen der südöstlichen Dampfstraßenbahnstrecke  |                                   | |                        |
|                                                     | Weiche bei LeParadou nach LeParc. | Die nach St. Georges de Didonne (Ville) bog bei Le Paradu mit einem kleinen Radius von der Küstenstraße in den Park ab. |                        |
|                                                     | Le Parc, später Parc-Oasis        | Die Stadtverwaltung beschloss in der ersten Hälfte des 19. Jahrhunderts, ein bis dahin weder land- noch forstwirtschaftlich genutztes Dünengebiet zu befestigen, indem es parkartig mit Bäumen bepflanzt wurde. Mit dem Wachstum der Bevölkerung und der Entwicklung des Badetourismus wurden die Wälder nach und nach ab 1885 parzelliert. Die Haltestelle Le Parc wurde bei der Eröffnung der Neubaustrecke nach Saint-Georges (Port) in Parc-Oasis umbenannt. | Mehr Fotos             |
|                                                     | (Riveau de Belmont)               | Eine kleine Brücke über den Entwässerungskanal von Belmont (französisch: Le Riveau, Riveau de Boube, Riveau de Vallières oder encore Canal de Boube-Belmont). | Mehr Fotos             |
|                                                     | Parc de Sports                    | |                        |
|                                                     | Le Coca                           | |                        |
|                                                     | Saint-Georges (Ville)             | Die Strecke nach Saint-George (Ville oder Bourg) wurde 1890/1891 in Betrieb genommen. | Mehr Fotos             |

## Liste der Lokomotiven
| Foto       | Nr. Anzahl | Name                                                                                      | Bauart          | Hersteller Händler | Werks-Nr. | Baujahr       | Dienstanfang in Royan | Vorbesitzer                                              | Dienstende in Royan | Nachbesitzer |
| ---------- | ---------- | ----------------------------------------------------------------------------------------- | --------------- | ------------------ | --------- | ------------- | --------------------- | -------------------------------------------------------- | ------------------- | --- |
|            |            | Ma Camarade                                                                               | B n2t           | Couillet           | 903       | 1887          | 1890                  | Decauville-Bahn der Pariser Weltausstellung (1889)       |                     | De Malzine, Carrières de Rogeries, Département Nord (neuer Name: Marc Seguin)                                                                   |
| Decauville | 56         | Ma Camarade                                                                               | B n2t           |                    |           | 1887          | 1890                  | Decauville-Bahn der Pariser Weltausstellung (1889)       |                     | De Malzine, Carrières de Rogeries, Département Nord (neuer Name: Marc Seguin)                                                                   |
|            |            | Ville de Laon                                                                             | B’B n4vt Mallet | Tubize             | 713       | 1888          | 1890                  | Decauville-Bahn der Pariser Weltausstellung (1889)       | 1896                | Über Decauville-Vertreter Ayulo & Cie an die Zuckerplantage Pardo in Peru (neuer Name: Diego Ferre)                                             |
| Decauville | 59         | Ville de Laon                                                                             | B’B n4vt Mallet | 1889               |           |               | 1890                  | Decauville-Bahn der Pariser Weltausstellung (1889)       | 1896                | Über Decauville-Vertreter Ayulo & Cie an die Zuckerplantage Pardo in Peru (neuer Name: Diego Ferre)                                             |
|            |            | Kairouan                                                                                  | B’B n4vt Mallet | Tubize             | 736       | 1889          | 1890                  | Decauville-Bahn der Pariser Weltausstellung (1889)       | 1892                | Chemins de fer du Calvados (Nr. 6, neuer Name: Varaville), später: Dussus Dompmartin à Nauroy-le-Bavard, später: Turat, Meung-sur-Loire, Loiret |
| Decauville | 72         | Kairouan                                                                                  | B’B n4vt Mallet |                    |           | 1889          | 1890                  | Decauville-Bahn der Pariser Weltausstellung (1889)       | 1892                | Chemins de fer du Calvados (Nr. 6, neuer Name: Varaville), später: Dussus Dompmartin à Nauroy-le-Bavard, später: Turat, Meung-sur-Loire, Loiret |
|            |            | Australie                                                                                 | B’B n4vt Mallet | Tubize             | 751       | 1889          | 1890                  | Evtl. Decauville-Bahn der Pariser Weltausstellung (1889) | um 1892             | Chemins de fer du Calvados (Nr. 1, neuer Name: Cabourg), ab 1906: Cie Algerienne de Phosphates                                                  |
| Decauville | 74         | Australie                                                                                 | B’B n4vt Mallet |                    |           | 1889          | 1890                  | Evtl. Decauville-Bahn der Pariser Weltausstellung (1889) | um 1892             | Chemins de fer du Calvados (Nr. 1, neuer Name: Cabourg), ab 1906: Cie Algerienne de Phosphates                                                  |
|            |            | Madagascar                                                                                | B’B n4vt Mallet | Tubize             | 752       | 1889          | 1890                  | Evtl. Decauville-Bahn der Pariser Weltausstellung (1889) | 1892                | Chemins de fer du Calvados (Nr. 2, neuer Name: Sallenelles), später: Bourillon & Pelleron                                                       |
| Decauville | 75         | Madagascar                                                                                | B’B n4vt Mallet |                    |           | 1889          | 1890                  | Evtl. Decauville-Bahn der Pariser Weltausstellung (1889) | 1892                | Chemins de fer du Calvados (Nr. 2, neuer Name: Sallenelles), später: Bourillon & Pelleron                                                       |
|            | 1          | Royan                                                                                     | B’1 n2t         | Weidknecht         |           | 1891          | 1891                  |                                                          | um 1948             | Verschrottet |
| Decauville | 1          | Royan                                                                                     | B’1 n2t         | 137                |           | 1891          | 1891                  |                                                          | um 1948             | Verschrottet |
|            | 2          | Le Chai                                                                                   | B’1 n2t         | Weidknecht         |           | 1891          | 1891                  |                                                          | um 1948             | Verschrottet |
| Decauville | 2          | Le Chai                                                                                   | B’1 n2t         | 138                |           | 1891          | 1891                  |                                                          | um 1948             | Verschrottet |
|            | 3          | St Georges                                                                                | B’1 n2t         | Weidknecht         |           | 1891          | 1891                  |                                                          | um 1948             | Verschrottet |
| Decauville | 3          | St Georges                                                                                | B’1 n2t         | 139                |           | 1891          | 1891                  |                                                          | um 1948             | Verschrottet |
|            | 4          | Pontaillac                                                                                | B’1 n2t         | Weidknecht         |           | 1891          | 1891                  |                                                          | um 1948             | Verschrottet |
| Decauville | 4          | Pontaillac                                                                                | B’1 n2t         | 140                |           | 1891          | 1891                  |                                                          | um 1948             | Verschrottet |
|            | 5          | St Palais                                                                                 | B’1 n2t         | Weidknecht         |           | 1891          | 1891                  |                                                          | um 1948             | Verschrottet |
| Decauville | 5          | St Palais                                                                                 | B’1 n2t         | 141                |           | 1891          | 1891                  |                                                          | um 1948             | Verschrottet |
|            | 6          | Foncillon                                                                                 | B’1 n2t         | Weidknecht         |           | 1891          | 1891                  |                                                          | um 1948             | Verschrottet |
| Decauville | 6          | Foncillon                                                                                 | B’1 n2t         | 142                |           | 1891          | 1891                  |                                                          | um 1948             | Verschrottet |
|            | 7          | Vallieres                                                                                 | B’1 n2t         | Weidknecht         |           | 1891          | 1891                  |                                                          | um 1948             | Verschrottet |
| Decauville | 7          | Vallieres                                                                                 | B’1 n2t         | 143                |           | 1891          | 1891                  |                                                          | um 1948             | Verschrottet |
|            | 8          | Le Parc                                                                                   | B’1 n2t         | Weidknecht         |           | 1891          | 1891                  |                                                          | um 1948             | Verschrottet |
| Decauville | 8          | Le Parc                                                                                   | B’1 n2t         | 144                |           | 1891          | 1891                  |                                                          | um 1948             | Verschrottet |
|            | 9          | Marie                                                                                     | C’1 n2t         | Decauville         | 235       | 1896          | 1896                  |                                                          | um 1948             | Verschrottet |
|            | 10         | Fernande                                                                                  | C’1 n2t         | Decauville         | 234       | 1896          | 1896                  |                                                          |                     | Verkauft an die Société des Mines de Bormettes im Département Var. Verschrottet                                                                 |
|            | 11         | Elena                                                                                     | C’1 n2t         | Decauville         | 267       | 1898          | 1898                  |                                                          | um 1948             | Verschrottet |
|            | 10II       | La Coubre                                                                                 | B’1 n2t         | Weidknecht         |           | 1895          | 1907                  |                                                          | um 1948             | Verschrottet |
|            | 12 (ex 1)  | Alsacienne (ex Paramé)                                                                    | B’1 n2t         | Decauville         | 215       | 1896          | um 1925               | Tramway de Paramé à Rothéneuf                            | um 1948             | Verschrottet |
|            | 13 (ex 2)  | Italienne (ex Rothéneuf)                                                                  | B’1 n2t         | Weidknecht         |           | 1896          | um 1925               | Tramway de Paramé à Rothéneuf                            | um 1948             | Verschrottet |
| Decauville | 13 (ex 2)  | Italienne (ex Rothéneuf)                                                                  | B’1 n2t         | 216                |           | 1896          | um 1925               | Tramway de Paramé à Rothéneuf                            | um 1948             | Verschrottet |
|            | 2 Stück    | Meterspur-Triebwagen, 8 PS, 24 km/h, 24 Sitz- und 6 Stehplätze                            | B               | Decauville         |           |               |                       | 1923 umgespurt auf 600 mm Spurweite                      |                     | |
|            | 6 Stück    | 600-mm-Triebwagen, 40 PS bei 1000/min, Vierganggetriebe mit Wendegetriebe, 24 Leder-Sitze | B               | Campagne           |           |               | um 1923               |                                                          |                     | |
|            |            |                                                                                           | B               | Billard            |           |               | 1939–1945             | Organisation Todt                                        | um 1948             | |
|            | 1 Stück    | 600-mm-Benzollokomotive                                                                   | B               | O&K                |           |               | 1939–1945             | Organisation Todt                                        |                     | |
|            |            | OME117 F                                                                                  | B               | Deutz              | 36230     | 19. Juni 1941 | 1945                  | Organisation Todt                                        |                     | Chemin de fer Touristique de la Forêt de Mervent-Vouvant, Hotel de Pierre Brune, Mervent, Vendée.                                               |
|            | 2 Stück    | 600-mm-Motorlokomotive                                                                    | B               | Deutz              |           | 1940          | 1939–1945             | Organisation Todt                                        |                     | |
|            | 1 Stück    | Draisine mit Benzinmotor                                                                  | B               | Japy               |           |               | 1939–1945             | Organisation Todt                                        |                     | |